# Толмачёва, Елена Геннадьевна
Еле́на Генна́дьевна Толмачёва (р. 25 февраля 1976 года) — российский египтолог, кандидат исторических наук,  Член Международной ассоциации египтологов.
В 1998 году окончила Исторический факультет Московского педагогического государственного университета. С 1998 по 2001 год — аспирант Института Востоковедения РАН. С 2001 года по лето 2019 года — научный сотрудник, затем Ученый секретарь  Центра египтологических исследований РАН. В 2009 году защитила кандидатскую диссертацию на тему «Образ птицы Бену в контексте древнеегипетской религии и мифологии». 

## Публикации
Монография
- Копты: Египет без фараонов (Серия «Vita memoriae») М., Алетейа. 2003. 248 стр. ISBN 5-89321-100-6

Статьи
- Российская египтология: новые перспективы развития // Восток. — 2000. — № 3. — С. 148—153 (в соавторстве с М. Ю. Лаврентьевой)
- Древнеегипетские образы в коптском христианстве: к проблеме интерпретации // История и культура древнего и раннехристианского Египта. Материалы научной конференции, посвященной 100-летию со дня рождения М. Э. Матье и М. А. Коростовцева. — М., 2001. — С.177-189.
- Реставрация коптских икон в Египте // Восток. — 2002. — № 4. — С. 169—171 (в соавторстве с А. А. Горматюком)
- К вопросу о «культе животных» в древнем Египте // Открытия минувшего: история древности и археология: научная историко-археологическая межвузовская конференция. М.: МГПУ, 2003. — С. 91—100.
- Древнеегипетские корни мифа о Фениксе // Восток. — № 2. — 2003. — С. 111—120.
- A Reconsideration of the Benu-bird in Egyptian Cosmogony // Hawass Z. (ed.) Egyptology at the Dawn of the Twenty-first Century. Proceedings of the 8th International Congress of Egyptologists. Cairo, 2000. — Vol. 2. — Cairo, 2003. — P. 522—526.
- The ancient Egyptian Roots of the Phoenix Myth: On the History of the Problem // Maravelia A.-A. (ed.) Europe, Hellas and Egypt: Complementary antipodes during Late Antiquity. Papers from Session IV.3, held at the European Association of Archaeologists 8th Annual Meeting in Thessaloniki 2002. — Oxford, 2004. — P. 93-98.
- Культ цапли в древнем Египте // Шеркова Т. А. (отв. ред) Культура Египта и стран Средиземноморья в древности и средневековье. Сборник, посвященный памяти Т. Н. Савельевой. М.: ЦЕИ РАН, 2009. С. 394—427
- Исследование и реставрация памятников восточно-христианского искусства в Египте // Белова Г. А. (отв. ред.) Возвращение в Египет: Страницы истории российской египтологии. М.: Наука, 2009. — С. 140—164 (в соавт. с А. А. Горматюком)